# Havel's Place

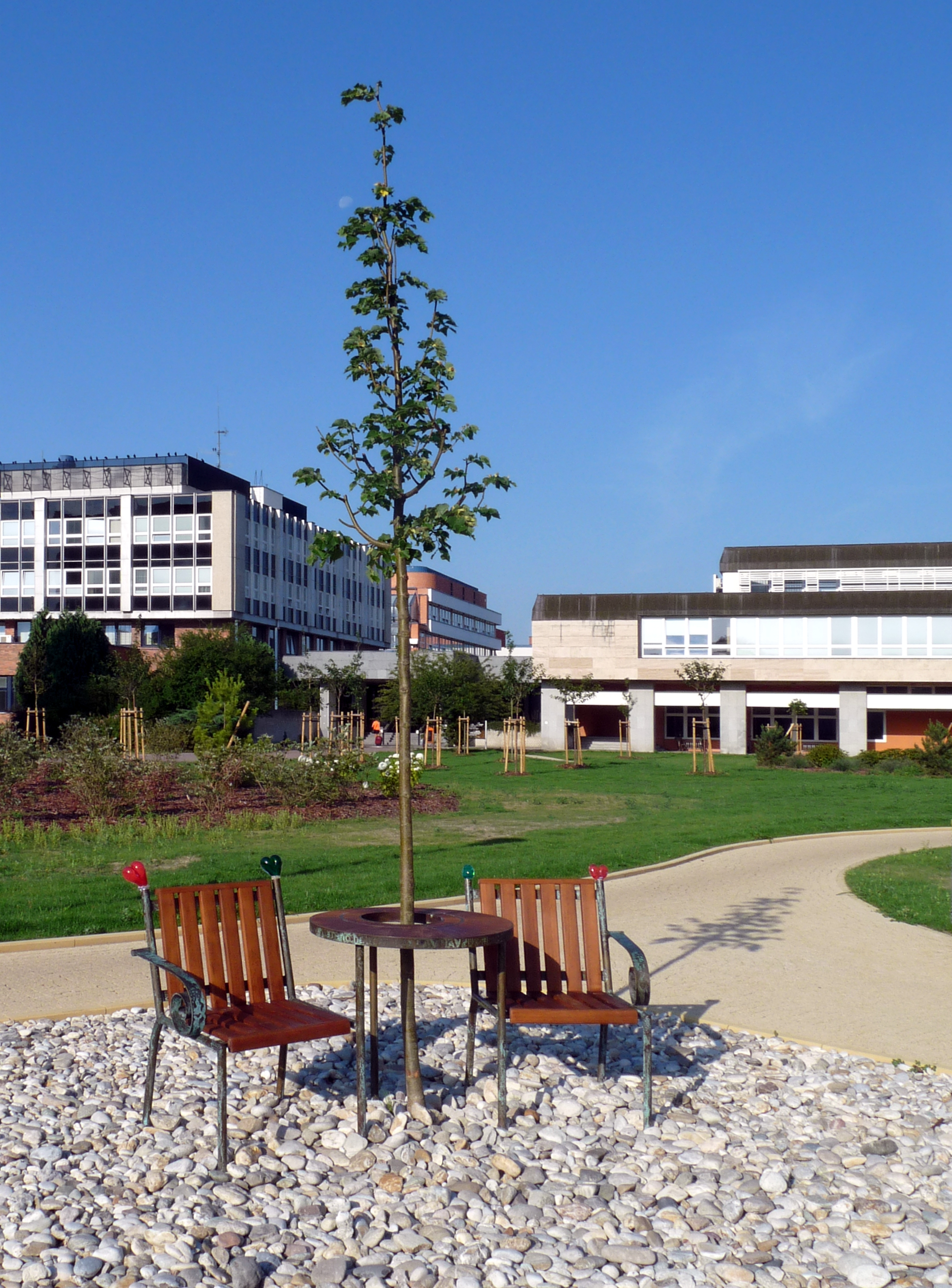
Havel's Place a České Budějovice

L'idea originale di "Havel's Place" è da attribuire all'ambasciatore cecoslovacco degli Stati Uniti, Petr Gandalovic, che ha invitato l'artista Bořek Šípek, architetto e designer, a creare un'opera d'arte ispirandosi al presidente Václav Havel e ai suoi ideali democratici. Šípek aveva sovrinteso i lavori di ristrutturazione degli interni del Castello di Praga con l'incarico di architetto direttore dei lavori, su commissione del presidente Havel, e aveva realizzato alcune opere d'arte per l'amico Presidente. Nel documentario “Citizen Havel” (2008), prodotto da Pavel Kouitecky e Miroslav Janek, sulla vita privata del presidente, Havel fece notare che gli sarebbe piaciuto che la gente collegasse inconsciamente la sua persona con l'arte e il design di Borek Sipek.
Sipek elaborò un'opera d'arte semplice e creativa per simboleggiare il “Dibattito Democratico”: due sedie da giardino in metallo collegate a un tavolo circolare che al suo centro contiene un tiglio (simbolo nazionale della Repubblica Ceca). La sua idea era di creare un luogo di aggregazione in uno spazio pubblico per promuovere il dialogo, la discussione e la libertà di espressione. Borek Sipek intitolò l'installazione artistica “Dialogo Democratico” e la illustrò definendola “un luogo dove le persone possono incontrarsi ed esibire la propria libertà di espressione attraverso un dialogo democratico con gli altri”.
Tomáš Halík, un amico di Havel, durante un'intervista alla radio Ceca il 5 ottobre 2013, disse a proposito dell'opera: “Il tavolo con le due sedie simboleggia la volontà di sedersi attorno a un tavolo e dialogare. Questo secondo me è un altro messaggio importante trasmessoci da Vaclav Havel: nonostante le persone nutrano opinioni diverse, seguano credi politici e religioni differenti, è ancora immensamente importante sedersi attorno a un tavolo e discutere alla ricerca della verità”.

## Città partner
La prima installazione artistica “Havel's Place” è stata collocata nei giardini dell'università di Georgetown, Washington D.C., il 3 ottobre 2013, grazie alla collaborazione dello stesso ateneo, dell'Ambasciatore della Repubblica Ceca negli Stati Uniti, della Biblioteca Vaclav Havel e degli Amici americani della Repubblica Ceca. L'opera è stata inaugurata alla presenza del Segretario di Stato Madeleine Albright e della vedova del Presidente Dagmar Havlova.
La prima installazione artistica in Europa è stata invece collocata nel parco di St. Patrick a Dublino, Irlanda, durante la commemorazione per la Giornata dei Diritti Umani (10 dicembre), alla presenza del Sindaco di Dublino, Oisin Quinn, e del Cancelliere del Presidente Havel, Karel Schwarzenberg.
“Espai Havel” (Havel's Place” in catalano) è stata inaugurata nel Parco Ciutadella a Barcellona, a fianco del Parlamento Catalano, alla presenza del Sindaco di Barcellona, Xavier Trias, e di Karel Schwarzenberg, il 15 febbraio 2014.
Il 1º maggio 2014 la quarta installazione artistica “Havel's Place” è stata inaugurata a Praga, città natale di Havel, nella Piazza di Malta.
La quinta installazione artistica è stata inaugurata all'Università della Boemia del Sud, quale parte di un progetto internazionale per dedicare dei luoghi pubblici a Havel.
Il 27 settembre 2014 la sesta installazione artistica di “Havel's Place” è stata inaugurata al campus della Venice International University, nell'isola di San Servolo. Erano presenti l'Ambasciatore Umberto Vattani, Presidente della Venice International University, Petr Burianek, Ambasciatore della Repubblica Ceca in Italia, Giorgio Boatto, Console Onorario della Repubblica Ceca in Italia, il Professor Agar Brugiavini, Rettore della Venice International University, Michaela Jorgensen, Bill Shipsey e Borek Sipek, artista autore dell'installazione artistica.
Nel 2014, anno che segna il venticinquesimo anniversario della “Rivoluzione di Velluto”, sono in programma molte altre installazioni di “Havel's Place”.